# Жоффруа I (граф Прованса)
Жоффруа́ I (фр. Geoffroi Ier de Provence) (умер в 1061/1062) — граф и маркиз Прованса, которым управлял вместе со старшими братьями Гильомом IV и Фульком Бертраном с 1018 года до своей смерти.
Жоффруа был третьим сыном Гильома II Благочестивого, графа Прованса, и Герберги Бургундской. Происходил из младшей линии потомков Бозона II.

## Биография
Часть авторов считает, что вплоть до смерти своего старшего брата Гильома Жоффруа I не носил титула графа. Потом Жоффруа и его брат Фульк были соправителями, а после смерти Фулька Жоффруа стал править единолично. Это нашло отражение в титуле: «Gausfredus marchyo sive comes Provincie et uxor mea Stefania et filius meus Bertrannus», в котором marchyo sive свидетельствовало о том, что он был главой династии.
Жоффруа I выступал как покровитель церкви, делая ей большие (в том числе и земельные) пожертвования. Большой вклад был посвящён монастырю Святого Виктора Марсельского.
Жоффруа I умер в 1060/62 году. Считается, что в возрасте 48 лет.

## Семья
Женой Жоффруа I была Этьена, которую исследователи считают дочерью Гильома II, виконта Марсельского. Дети от этого брака:
- Бертран II (умер 29 апреля 1090/28 июля 1094), граф и маркиз Прованса в с 1063
- Герберга (умерла 3 февраля 1112/январь 1118), графиня Прованса в 1093—1115; муж: с 1058 Жильбер (ум. 1110/1112), виконт Жеводана, Мийо, Родеза, Лодева и Карлата

Также детьми Жоффруа, возможно, являются ещё две дочери:
- дочь; муж: с 1066 (аннулирован до 1080) Раймунд IV де Сен-Жиль (около 1042 — 22 июня 1105), граф Тулузы
- Этьена (умерла ок. 1085); муж: после 1054 Гильермо II (ум. 1066/1070), граф Бесалу